# USS Каллистер
«USS Каллистер» (англ. USS Callister) — первый эпизод четвёртого сезона телесериала-антологии «Чёрное зеркало». Сценарий написал создатель сериала Чарли Брукер совместно с Уильямом Бриджесом. Режиссёром выступил Тоби Хэйнс. Премьера состоялась 29 декабря 2017 года на Netflix.
В отличие от большинства эпизодов «Чёрного зеркала», «USS Каллистер» имеет явную комедийную составляющую и большое количество спецэффектов. Как фанат «Звёздного пути», Бриджес уделил большое внимание деталям, чтобы воссоздать его атмосферу, хотя сам эпизод происходит скорее от эпизода «Это хорошая жизнь» сериала «Сумеречная зона».
Эпизод получил положительные отзывы зрителей, которые высоко оценили сюжет и актёрскую игру. Некоторые критики назвали главной темой эпизода мужское злоупотребление властью и даже сравнили его главного героя Роберта Дейли с Харви Вайнштейном.

## Сюжет
Капитан Дейли (Джесси Племонс) и его команда на борту USS Каллистер пытаются одолеть своего главного врага Валдака (Билли Магнуссен). Они уничтожают корабль Валдака, но ему удаётся сбежать в спасательной капсуле.
В реальном мире Роберт Дейли приходит на работу — он соучредитель корпорации Каллистер и работает там главным инженером. Корпорация является разработчиком массовой многопользовательской игры «Бесконечность», действие которой происходит в симулированной реальности при помощи нейронного интерфейса. Новая работница Нанетт Коул (Кристин Милиоти) знакомится с Дейли. Коул устроилась на эту работу, потому что поражена красотой кода, который написал Дейли. Она выясняет, что он является фанатом древнего телесериала, который назывался «Космический флот». Соучредитель компании Джеймс Уолтон (Джимми Симпсон) заходит в кабинет Дейли и кричит на него за то, что задерживается выход очередного патча. Вечером Дейли возвращается домой и использует свою частную копию «Бесконечности», модифицированную под элементы «Космического флота». В игре Дейли заходит на USS Каллистер и с яростью нападает на одного из членов экипажа, Уолтона.
На работе Дейли слышит, как другая работница Шания Лоури (Микаэла Коэл) предупреждает Нанетт держаться подальше от него. После этого он использует ДНК Коул со стакана с кофе, чтобы создать её копию для своей игры. Коул просыпается на космическом корабле, смущённая и растерянная, не понимая, где она находится. На борту она видит членов экипажа, которые также являются работниками в компании Каллистер: кроме Уолтона и Лоури, здесь также программист Дудани (Пол Рэймонд), секретарша Елена (Миланка Брукс) и практикант Нейт Пэкер (Оси Ихайл). Они объясняют ей, что, несмотря на то, что она до сих пор существует в реальном мире, здесь она всего лишь цифровая копия в игре Дейли, которую он использует, чтобы вымещать свою злость за то, что происходит в его реальной жизни, а также чтобы реализовывать собственные фантазии, например, преследования Валдака или поцелуи с женскими персонажами. Прибывает Дейли, но Коул отказывается сотрудничать с ним. Однако контролируя симуляцию, Дейли удаётся сломить её неповиновение. Команда отправляется в приключение вместе с шокированной Коул.
Ситуация кажется безвыходной: возможности Дейли в созданном им мире практически безграничны, тогда как игровые персонажи неспособны даже умереть по собственному желанию. Контролируя симуляцию, он может истязать игровых клонов своих коллег до тех пор, пока не добьётся от них полного подчинения.
Когда Дейли выходит из игры, Коул разрабатывает план. Она взламывает систему и отправляет сообщение самой себе в реальной жизни. Реальная Коул рассказывает об этом Дейли, а тот убеждает её, что это спам. Дейли возвращается к игре и угрожает команде снова. Лоури заступается за Коул, за что Дейли превращает её в монстра и сажает в карцер вместе с пойманным Валдаком, чтобы впоследствии бросить её на безлюдной планете. Уолтон рассказывает Коул, что когда-то, чтобы наказать его, Дейли привёл в игру копию сына Уолтона и выкинул его в открытый космос на глазах у Уолтона.
Коул замечает кротовую нору в их вселенной, которая, по её мнению, является воплощением обновления версии игры на компьютере Дейли. Она разрабатывает новый план. Сначала шантажируют реальную Нанетт интимными фотографиями. Когда Дейли возвращается в игру, Коул вытаскивает его на очередную миссию и уговаривает его поплавать в озере. Тем временем настоящая Коул заказывает пиццу для Дейли, чтобы он поставил игру на паузу. Пока Дейли разбирается с пиццей, настоящая Коул похищает из его морозилки коллекцию ДНК (сотрудников компании Каллистер и сына Уолтона), чтобы он не смог создать их новые копии, а в игре команда летит в кротовую нору в надежде окончательно умереть.
Когда Дейли возвращается в игру и команда отказывается телепортировать его обратно на борт Каллистер, он находит заброшенный челнок и отправляется вдогонку за беглецами. Червоточина начинает схлопываться, и, чтобы успеть к её закрытию, герои решают срезать путь через облако астероидов. Несмотря на успешное маневрирование, корабль всё-таки получает повреждения и повисает буквально в метрах от червоточины. Уолтон отправляется в ядро двигателя, потому что починить его можно только вручную. Параллельно он выходит на связь с Дейли и просит у него прощения за то, что так пренебрежительно обращался с ним в реальной жизни, после чего проклинает его за убийство своего сына. Двигатель включается, Уолтон сгорает в огне, а корабль влетает в червоточину буквально за мгновение до её закрытия.
После обновления файервол стирает вселенную «звёздного флота» с компьютера Дейли. В ужасе Дейли наблюдает за тем, как один за другим исчезают объекты игрового мира, а сам он не может ни отменить удаление, ни вернуться в реальный мир, поскольку контроллеры, отвечающие за взаимодействие с игроком, также удаляются. В результате Дейли остаётся один посреди пустой карты, без возможности выйти из виртуальной реальности.
Игровые клоны приходят в себя на космическом корабле Каллистер. Оказывается, что файервол вместо удаления скопировал их код в облако, и теперь они находятся в онлайн-версии игры, а их тела возвращены в первоначальное состояние. Герои замечают, что теперь они свободны от гнёта Дейли и перед ними открывается бескрайняя игровая вселенная (ещё одна отсылка к «Звёздному пути»). Их разговор прерывает Игрок691 (Аарон Пол), который приказывает им «валить с его территории». Герои решают не вступать с ним в конфликт и, используя варп-тягу, улетают вдаль.

## Анализ
Эпизод представляет собой оммаж «Звёздному пути». Через использование схожих декораций эпизод сравнивают с другим пародийным фильмом «В поисках Галактики». Один из рецензентов увидел в «USS Каллистер» критику сексизма в «Звёздном пути» и среди его фанатов, а другой назвал его «жестокой пародией и мизандрийной атакой». Сам Брукер заявил, что он «не хотел, чтобы это выглядело будто нападки на фанатов классической научной фантастики». Сюжет эпизода подобен сюжету рассказа «У меня нет рта, но я должен кричать», персонажей которого пытают внутри видеоигры . Также эта история напоминает «Историю игрушек». Эпизод назвали «самым кинематографичным» в сериале, учитывая его яркие цвета и масштабные вымышленные ландшафты. Хотя иногда серия является мрачной и поднимает серьёзные вопросы, она всё же значительно более юмористическая, чем все предыдущие эпизоды «Чёрного зеркала», она содержит много коротких шуток и визуальных гэгов, а также заканчивается относительным хеппи-эндом, в отличие от других серий. Сюжетный поворот раскрывается медленно, а не резко, как в предыдущих эпизодах.
Главный герой Роберт Дейли имеет несчастливую жизнь, ведь в коллективе не отдают должное его заслугам и презирают его. Эпизод начинается с типичного голливудского приёма: социально неуспешный мужчина встречает молодую женщину, которая ценит его ум. Зритель сначала симпатизирует Дейли, но вместо того, чтобы пара полюбила друг друга, зритель узнаёт правду о Дейли. Как капитан космического корабля Каллистер, он злоупотребляет властью, заставляя членов экипажа вести себя иначе, чем в реальной жизни. Например, Уолтон превращается из его начальника в подхалима. Так же, как и с онлайн-запугиванием, Дейли не придаёт значения той боли, которую причиняют виртуальным клонам, рассматривая их лишь как действующих лиц.

### Анализ от критиков
По мнению критиков, Дейли действует как архетип белого человека в сети, который занимается травлей, поскольку является изгоем в реальной жизни или из-за того, что сам когда-то был жертвой такой травли.
- Чарльз Брамеско из издания «Vulture» замечает, что, хотя Роберт никогда не насиловал ни одну из членов экипажа, он ведёт себя как типичный насильник.
- Тристрам Фейн Сондерс из «The Daily Telegraph» называет эпизод «острой атакой на все произведения с главным персонажем-мужчиной» и приравнивает сексуальные фантазии Дейли к домогательствам Харви Вайнштейна.
- Сара Монюшко с «USA Today» делает такое же сравнение, приводя как аргумент то, что поведение Дейли, когда женщины отказываются ему повиноваться, аналогично поведению Вайнштейна в такой же ситуации[2].

## Производство

### Сценарий
Сценарий эпизода написал создатель сериала Чарли Брукер вместе с Уильямом Бриджесом, который ранее также участвовал в написании сценария к эпизоду третьего сезона «Заткнись и танцуй». По словам Брукера эпизод был задуман как «чёрнозеркальная версия космического эпоса», а его идея появилась во время съёмок эпизода третьего сезона «Игровой тест». Вдохновение для истории черпали из эпизода «Это хорошая жизнь» сериала «Сумеречная зона», а также в персонажах комикса Виз; сам Чарли Брукер сравнивает Дейли с диктатором Ким Чен Ыном. Иногда эпизод является очень вялым, но содержит много комедийных элементов, нехарактерных для сериала, а Брукер считает, что это самый мейнстримный эпизод. Кроме этого, Брукер сравнивает эпизод с серией третьего сезона «Сан-Джуниперо»: по его словам, оба эти эпизода были «следствием сознательного решения расширить представление о том, что представляет собой сериал».
Сценарий был написан в ноябре 2016 Чарли Брукером и Уильямом Бриджесом. Будучи большим фанатом «Звёздного пути», Бриджес предложил много элементов из него, которые были использованы в эпизоде. По словам Брукера, он не собирался нападать на «Звёздный путь», сериал, который «значительно опередил своё время». Они не могли брать элементы непосредственно из «Звёздного пути» — из-за нарушения авторских прав, поэтому декорации стилизовали под «Звёздный крейсер „Галактика“». Также в серии обыгрывается история «Звёздного пути»: начинается в формате 4:3, в котором выходил оригинальный сериал, потом в широкоэкранном формате, а затем — с изменённым дизайном космического корабля и костюмов, которые символизируют перезапуск франшизы, осуществлённый Дж. Дж. Абрамсом. Планировалось, что персонаж Дейли будет неприятным с самого начала, однако это изменили, чтобы противостояние Дейли и Уолтона имело эффект неожиданности. Брукер заявил, что Дейли умер с голода после событий эпизода, ведь на его дверях остался знак «Не беспокоить». Гейнс настаивал на том, что последней должна быть сцена в доме Дейли, а не счастливая сцена, в которой USS Каллистер начинает игру в «Бесконечности», но Брукер убедил его, что не каждый эпизод «Чёрного зеркала» должен заканчиваться несчастливо.

### Кастинг и съёмки
В эпизоде снялись Джесси Племонс, известный по участию в сериалах «Во все тяжкие», «Фарго», и Кристин Милиоти, которая ранее снималась в «Фарго» и «Как я встретил вашу маму». Милиоти согласилась на эту роль, прочитав лишь несколько страниц сценария; она заявила в интервью, что Нанетт — это «лидер, которая борется против мелкого хулигана-мизогиниста». Джимми Симпсон (известный по сериалу «Мир Дикого запада») и Микаэла Коэл также исполняют главные роли; Коэл ранее уже снималась в «Чёрном зеркале» — в эпизоде «Нырок». Аарон Пол сделал голосовое камео в конце эпизода, а невеста Племонса Кирстен Данст сделала камео в его начале.
Режиссёр Тоби Хэйнс ранее работал над сериалами «Шерлок» и «Доктор Кто». Часть эпизода была снята на Канарских островах, съёмки начались в январе 2017. Спецэффекты были осуществлены компанией Framestore; по словам Брукера, в этом эпизоде больше всего спецэффектов за всю историю сериала.
Продюсер Луиза Саттон ранее работала над сериалами «Улица коронации», «Чисто английские убийства», «Смерть в раю» и получила две премии BAFTA.

### Маркетинг
- В мае 2017 на Reddit неофициально объявили названия всех шести эпизодов и имена режиссёров[13].
- Первый трейлер был обнародован 25 августа 2017 года, в нём содержались все шесть названий[14][15].
- В сентябре 2017 было обнародовано две промо-фотографии четвёртого сезона, включая одну из «USS Каллистер»[16].
- Начиная с 24 ноября 2017, Netflix обнародовал серию постеров и трейлеров к четвёртому сезону сериала, эту акцию назвали «13 дней „Чёрного зеркала“»[17].
- Постер к «USS Callister» опубликовали 4 декабря, а трейлер — 5 декабря[18].
- На следующий день Netflix обнародовал трейлер, в котором содержались кадры из всех эпизодов сезона и анонс того, что сезон выйдет 29 декабря[19].

## Критика
«USS Каллистер» некоторые называют лучшим в четвёртом сезоне и одним из лучших во всём сериале.
- Чарльз Брамеско из «Vulture» поставил ему 5 звёзд из 5[20].
- Тристрам Фейн Сондерс из «The Daily Telegraph» — 4 звезды[21].
- Джейкоб Столворти из «The Independent» утверждает, что 76 минут хронометража были использованы эффективно, и замечает, что теперь существует вероятность сделать спин-офф этого эпизода в будущем. Кроме того, по его мнению, «переключение между жанрами обеспечивает кучу веселья»[22].
- Алек Бойлад с сайта «Den of Geek» поставил эпизоду 5 звёзд, высоко оценив игру актёров, в частности Милиоти, Племонса и Симпсона, а также обращая внимание на то, что Брукер значительно вырос как писатель[23].
  - В другой рецензии там же Райан Лемби называет эпизод триумфом[24].
- Зак Гендлен из «The A.V. Club» поставил эпизоду A-, написав, что концовка скомкана, а эта тема в сериале уже была исследована,

однако высоко оценил способ подачи эпизода.
- Обозреватель «Metro» Адам Старки критикует эпизод за то, что «ранние прыжки сюжета воспринимаются слишком трудно»

и за продолжительность, но считает его концовку «удивительно открытой».
- Адам Дилео из IGN считает актёрский состав «фантастическим», а спецэффекты «такими, от которых отвисает челюсть»,

 — но он критикует сюжет за предсказуемость.
- Джаред Уитли с сайта «TrekMovie.com» дал отрицательный отзыв на эпизод, назвав его «кривобоким […] мультяшным задротством».

По его мнению, Дейли должен был бы быть реабилитированным, а не убитым, и не одобряет того «болезненно очевидного посыла» к «неуклюжим парням, которые увлекались научной фантастикой до того, как это стало мейнстримом».
Впрочем Уитли высоко оценил использование отсылок на «Звёздный путь» и умный сценарий.